# Seno
Seno – gmina w Hiszpanii, w prowincji Teruel, w Aragonii, o powierzchni 17,85 km². W 2011 roku gmina liczyła 45 mieszkańców.